# دخترها دخترها را دوست دارند
«دخترها دخترها را دوست دارند» (به انگلیسی: Girls Like Girls) ترانه‌ای از خواننده-ترانه‌پرداز آمریکایی هیلی کییوکو می‌باشد که در دومین آلبوم چندآهنگهٔ وی تحت عنوان این‌سوی بهشت قرار دارد. این اثر در ۲۴ ژوئن سال ۲۰۱۵ به‌عنوان دومین تک‌آهنگ از این ئی‌پی به‌همراهٔ یک موزیک ویدئو به کارگردانی کییوکو و آستین اس وینچل منتشر گردید.

## بازخوردها
بیلبورد در سال ۲۰۱۹ این ترانه را جزو فهرست «۳۰ ترانهٔ عاشقانهٔ لزبین» خود قرار داد.